# Ezequiel Schelotto
Ezequiel Matias Schelotto (sinh 23 tháng 5 năm 1989) là một cầu thủ bóng đá chuyện nghiệp người Ý gốc Argentina. Anh hiện là cầu thủ của Sporting CP.